# Chris Wylde
Chris Wylde est un acteur américain né le 22 août 1976 à Allendale au New Jersey.

## Filmographie

### Cinéma
- 2000 : Coyote Girls : un étudiant
- 2000 : Space Cowboys : Jason
- 2001 : My First Mister : le serveur
- 2001 : Joe La Crasse : le cheminot
- 2001 : Évolution : un étudiant
- 2007 : The Ten : Kevin Lipworth
- 2007 : Descent : Chris
- 2009 : The Revenants : Joey Luebner
- 2009 : All's Faire in Love : Rank
- 2011 : Amy Alyson Fans : Alan
- 2013 : Coffee, Kill Boss : Chuck Quinn
- 2013 : Mikeyboy : Steve Stevenson
- 2014 : Lucky Bastard : Kris
- 2014 : Écho : l'agent de sécurité
- 2014 : Ninja Turtles : le journaliste
- 2015 : DUFF : Le faire-valoir : M. Filmore
- 2017 : The Babysitter : Juan
- 2018 : When We First Met : M. Costigan
- 2019 : Le Bout du monde : Oncle Chris
- 2019 : Y a-t-il un Youtubeur dans l'avion ?
- 2020 : The Eagle and the Albatross : Randy
- 2020 : The Babysitter: Killer Queen : Juan

### Télévision
- 2000-2001 : Strip Mall : Barry (22 épisodes)
- 2003 : Hôpital central : Ricky (1 épisode)
- 2003 : Voilà ! : Max (1 épisode)
- 2004 : FilmFakers : plusieurs personnages (4 épisodes)
- 2010 : Jonas : Marty l’homme fou (1 épisode)
- 2010 : Paire de rois : Two Peg (1 épisode)
- 2011 : Bonne chance Charlie : Caporal Kwikki (1 épisode)
- 2011 : Section Genius : M. Marceau (1 épisode)
- 2011-2013 : Aim High : Terry (12 épisodes)
- 2012 : Souvenirs de Gravity Falls (1 épisode)
- 2014 : Legit : Gene (2 épisodes)
- 2014 : Jessie : Grover (1 épisode)
- 2015 : Happyish : le directeur de Coca-Cola et Adolf Hitler (1 épisode)
- 2015-2017 : Pickle and Peanut : Gary, Viper et autres voix (6 épisodes)
- 2018-2019 : Young Sheldon : Glenn (3 épisodes)